# Valentine de Sainte-Aldegonde

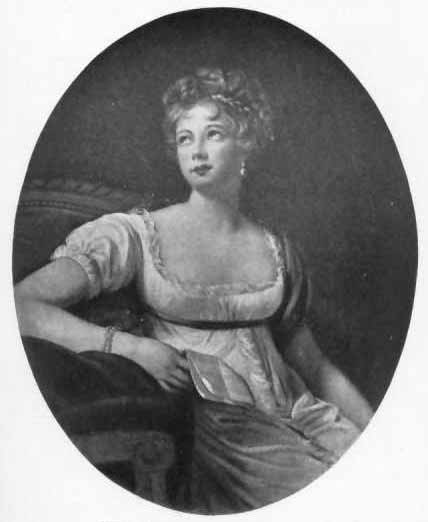
Élisabeth Vigée-Lebrun: Valentine de Talleyrand-Périgord, Öl auf Leinwand, um 1840

Marie Valentine Joséphine de Sainte-Aldegonde (* 29. Mai 1820 in Paris; † 23. September 1891 ebenda) war eine französische Adlige und durch Heirat Herzogin von Dino.

## Leben
Marie Valentine Joséphine war die einzige Tochter von Camille de Sainte-Aldegonde, Comte Sainte-Aldegonde (1787–1853) und seiner Ehefrau Adélaïde Josephine Bourlon de Chavange (1789–1869). Sie erhielt eine umfassende und vorzügliche Ausbildung, sprach mehrere Sprachen und zeigte sich an Literatur, Musik und Malerei interessiert.
Am 8. Oktober 1839 heiratete Valentine de Sainte-Aldegonde auf Schloss Beauregard im Département Loir-et-Cher den Aristokraten Alexandre-Edmond de Talleyrand-Périgord, duc de Dino (1813–1894), jüngster Sohn der Gräfin Dorothea von Sagan und des Grafen Edmond de Talleyrand-Périgord, einem Neffen des französischen Außenministers Charles-Maurice de Talleyrand. Aus der Ehe, die allen Berichten zufolge unglücklich war, gingen vier Kinder hervor:
- Clémentine Marie Wilhelmine (1841–1881), Graf Alexandre Orlovsky
- Charles Maurice Camille (1843–1917), 4. Duc de Dino und 2. Marquis de Talleyrand
- Elisabeth Alexandrine Florence (1844–1880) Hans Eduard Franz Carl Anna Rolle, Graf von Oppersdorff
- Archambault Anatole Paul (1845–1918), 3. Marquis de Talleyrand

Die Eheleute hatten ziemlich verschiedenartige Charaktere und lebten oft entfernt voneinander. Valentine war eher fröhlich und gesellig – er eher verschlossen – und begann sich mit ihm zu langweilen. Nach der Geburt ihres vierten Kindes trennte sie sich von ihrem Ehemann und zog nach Italien. In Florenz lernte sie den russischen Großindustriellen Anatole Demidoff, Prinz di San Donato (1813–1870) kennen und lieben. Gegen den Willen seiner Ehefrau Mathilde Lätitia Wilhelmine Bonaparte (1820–1904), einer Cousine des Kaisers Napoleon III., führte er die Liebesbeziehung mit Valentine fort. Mathilde verließ daraufhin Florenz zusammen mit ihrem Liebhaber Alfred Émilien de Nieuwerkerke und der Schmucksammlung ihres Ehemanns. Der jahrelange Streit um die Rückgabe der Schmuckstücke und die Beziehung zur Herzogin von Dino füllten die Gesellschaftsspalten der Zeitungen.
Nach dem Tod ihres Lebensgefährten kehrte Valentine de Talleyrand-Périgord zurück nach Frankreich, wo sie 1891 an den Folgen eines Herzinfarkts starb. Sie wurde auf dem Friedhof Père-Lachaise in Paris beigesetzt.

## In ihren verschiedenen Lebensphasen lautete ihr Name
- 1820–1839 Prinzessin Valentine de Sainte-Aldegonde
- 1839–1891 Gräfin Valentine de Talleyrand-Périgord, duchess de Dino

| Personendaten    | Personendaten                                                                                     |
| ---------------- | ------------------------------------------------------------------------------------------------- |
| NAME             | Sainte-Aldegonde, Valentine de                                                                    |
| ALTERNATIVNAMEN  | Sainte-Aldegonde, Marie Valentine Joséphine de; Valentine de Talleyrand-Périgord, duchess de Dino |
| KURZBESCHREIBUNG | französische Adlige und durch Heirat Herzogin von Dino                                            |
| GEBURTSDATUM     | 29. Mai 1820                                                                                      |
| GEBURTSORT       | Paris                                                                                             |
| STERBEDATUM      | 23. September 1891                                                                                |
| STERBEORT        | Paris                                                                                             |